# 活汲駅

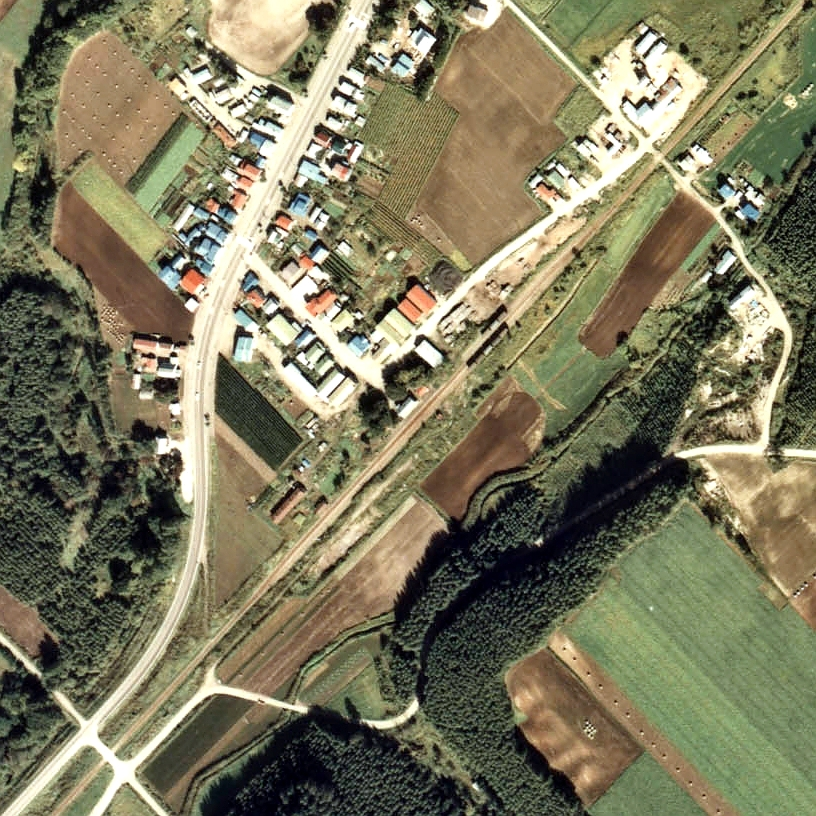
1977年の活汲駅と周囲約500m範囲。左下が北見相生方面。
駅舎側単式ホーム1面1線と駅裏側に副本線、駅舎横美幌側の貨物ホームへ引込み線を有する。この2年後には貨物取扱廃止に伴い副本線が撤去されて棒線化された。写真では副本線や貨物ホームに貨物列車が留置され、貨物ホーム側のヤードにはまだ木材等が野積みされているのが見える。

活汲駅（かっくみえき）は、北海道（網走支庁）網走郡津別町字活汲に存在した、日本国有鉄道（国鉄）相生線の駅（廃駅）である。事務管理コードは▲122602。

## 歴史
- 1924年（大正13年）11月17日 - 鉄道省相生線の美幌駅 - 津別駅間開通に伴い、開業[4][1]。一般駅[1]。
- 1949年（昭和24年）6月1日 - 公共企業体である日本国有鉄道に移管。
- 1962年（昭和37年）4月1日 - 業務委託化。
- 1979年（昭和54年）12月11日 - 貨物の取り扱いを廃止[1]。
- 1984年（昭和59年）2月1日 - 荷物の取り扱いを廃止[1]。
- 1985年（昭和60年）4月1日 - 相生線の全線廃止に伴い、廃駅となる[1]。

### 駅名の由来
所在地名より。開駅当時の自治体名（活汲村）でもあった。
地名は現在の栄森川のアイヌ語名「カックㇺ（kakkum）」に由来するとされ、この名称は一説にはかつてアイヌが「カックㇺ（kakkum）」、すなわち柄杓をつくるのに樹皮を用いた白樺が川筋に多かったためではないかとされている。
このほか「カッコㇰウンイ（kakkok-un-i）」（カッコウ・いる・ところ）からとする説もあるが、この説についてアイヌ語研究者の知里真志保は、地名であるならば文法的に「カッコㇰハウ（kakkok-hau）」（カッコウ・声）のかたちでないとおかしい、としている。

## 駅構造
廃止時点で、1面1線の単式ホームを有する地上駅であった。ほかに駅舎側に美幌方から分岐した側線を1本有し、貨物用ホームも残されていた。ホームは線路の西側（北見相生方面に向かって右手側）に存在し、駅舎が接していた。かつては2面2線の相対式ホームを有する、列車交換可能駅であった。業務委託駅となっていた。

## 利用状況
利用状況の推移については以下の通り。年間の値のみ判明している年度の1日平均は日数割で算出した参考値を括弧書きで示す。出典が「乗降人員」となっているものについては1/2とした値を括弧書きで乗車人員の欄に示し、備考欄で元の値を示す。
| 年度               | 乗車人員 | 乗車人員 | 出典  | 備考 |
| 年度               | 年間     | 1日平均  | 出典  | 備考 |
| ------------------ | -------- | -------- | ----- | ---- |
| 1949年（昭和24年） | 49,103   | (134.5)  | [ 8 ] |      |
| 1950年（昭和25年） | 52,733   | (144.5)  | [ 8 ] |      |
| 1951年（昭和26年） | 41,015   | (112.1)  | [ 8 ] |      |
| 1952年（昭和27年） | 36,893   | (101.1)  | [ 8 ] |      |
| 1978年（昭和53年） |          | 34       | [ 9 ] |      |
| 1981年（昭和56年） |          | 26       | [ 7 ] |      |

## 駅周辺
- 国道240号
- 活汲簡易郵便局
- 津別町立活汲小中学校
- 北海道北見バス「活汲」停留所

## 駅跡
現在、駅跡地は草むらになっている。2001年（平成13年）時点では駅前倉庫が残存していた。

## 隣の駅
日本国有鉄道
相生線
上美幌駅 - <豊幌仮乗降場> - 活汲駅 - <達美仮乗降場> - 津別駅